# HD 152408
HD 152408, även känd som WR 79a, är en ensam stjärna i den södra delen av stjärnbilden  Skorpionen. Den har en genomsnittlig skenbar magnitud av ca 5,77 och är den tredje ljusaste Wolf-Rayet-stjärnan. De andra Wolf-Rayet-stjärnorna som kan ses med blotta ögat där ljusföroreningar ej förekommer är γ2 Velorum (WR 11), θ Muscae (WR 48), WR 22, WR 24 och HD 151932 (WR 78). Baserat på parallaxmätning inom Hipparcosuppdraget på ca 1,4 mas, beräknas den befinna sig på ett avstånd på ca 6 500 ljusår (ca 2 020 parsek) från solen. Den rör sig närmare solen med en heliocentrisk radialhastighet på ca –138 km/s.

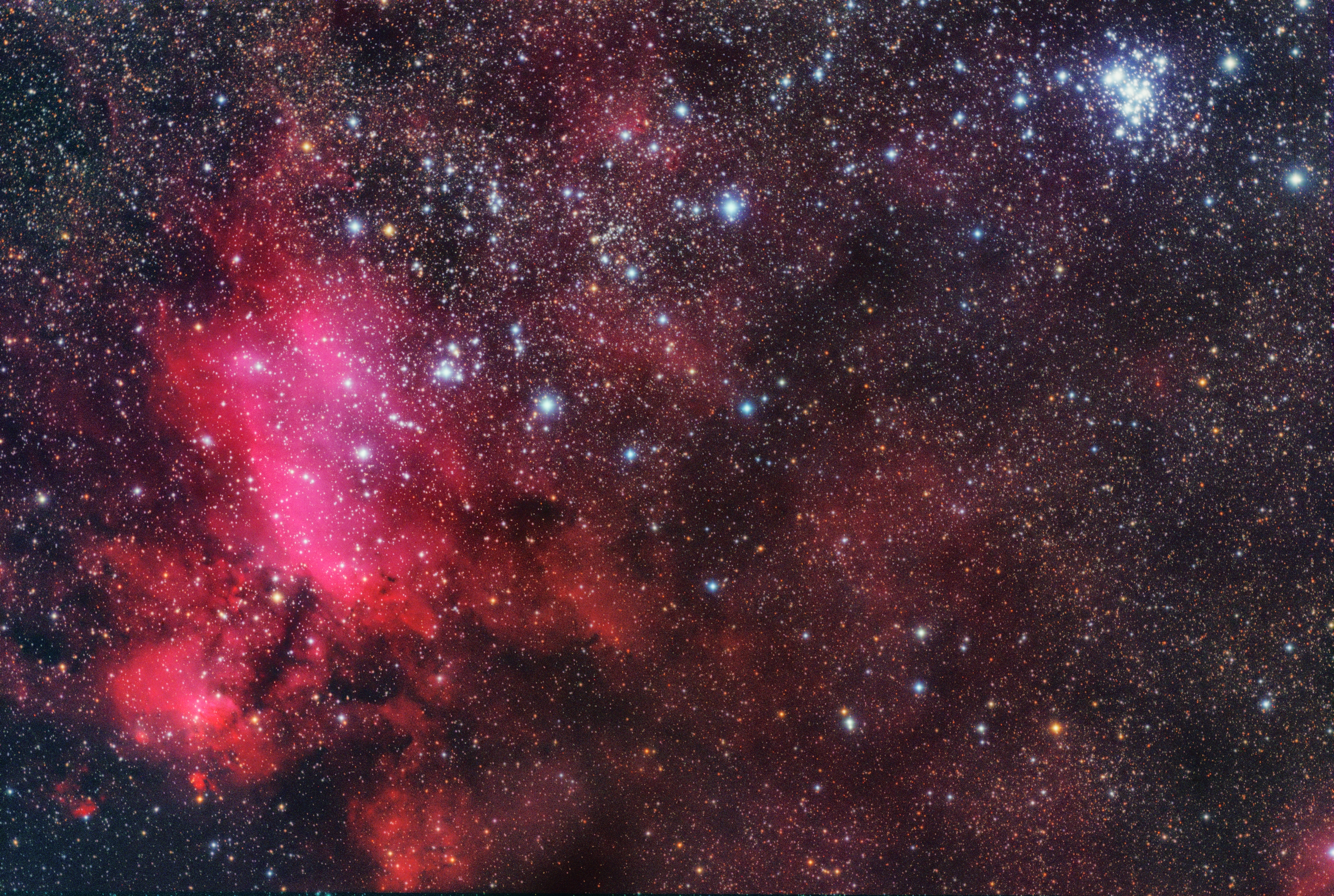
HD 152408 i Trumpler 24 är den ljusaste stjärnan, ovanför mitten, mellan IC 4628 till vänster och NGC 6231 till höger

HD 152408 ligger i norra delen av den öppna stjärnhopen NGC 6231, centrum för OB-föreningen Scorpius OB1, men det är oklart huruvida den är en del av föreningen.

## Egenskaper
HD 152408 är en WR-stjärna av spektralklass WN9ha. Den har en massa som är ca 24 solmassor, en radie som är ca 32 solradier och har ca 603 000 gånger solens utstrålning av energi från dess fotosfär vid en effektiv temperatur av ca 35 000 K. Liksom de flesta extremt massiva stjärnor förlorar den massa via sin stjärnvind. Den totala massförlusten är 2,4×10−5 solmassa/år.